# Mini-DVI

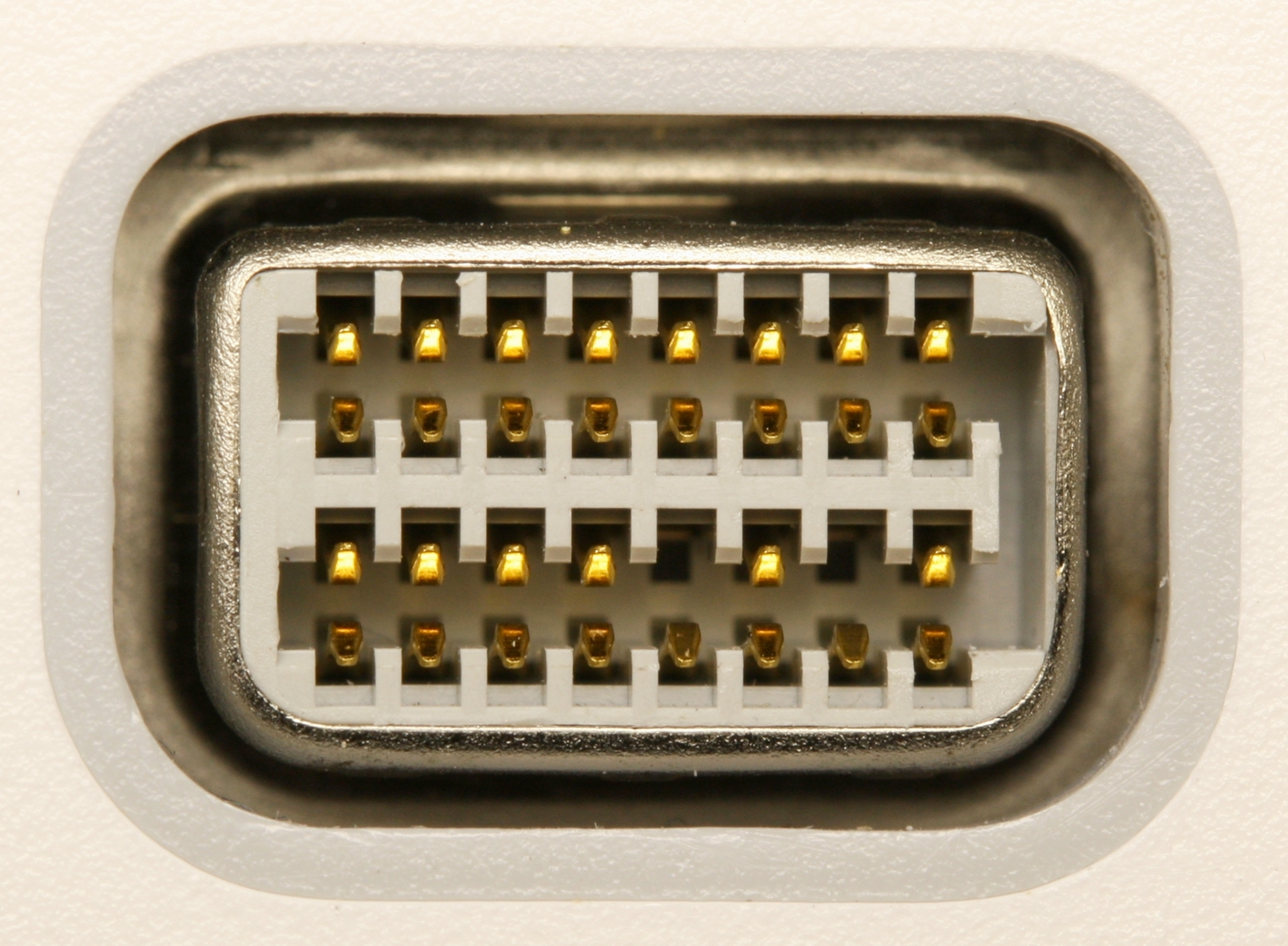
Mini-DVI Buchse …

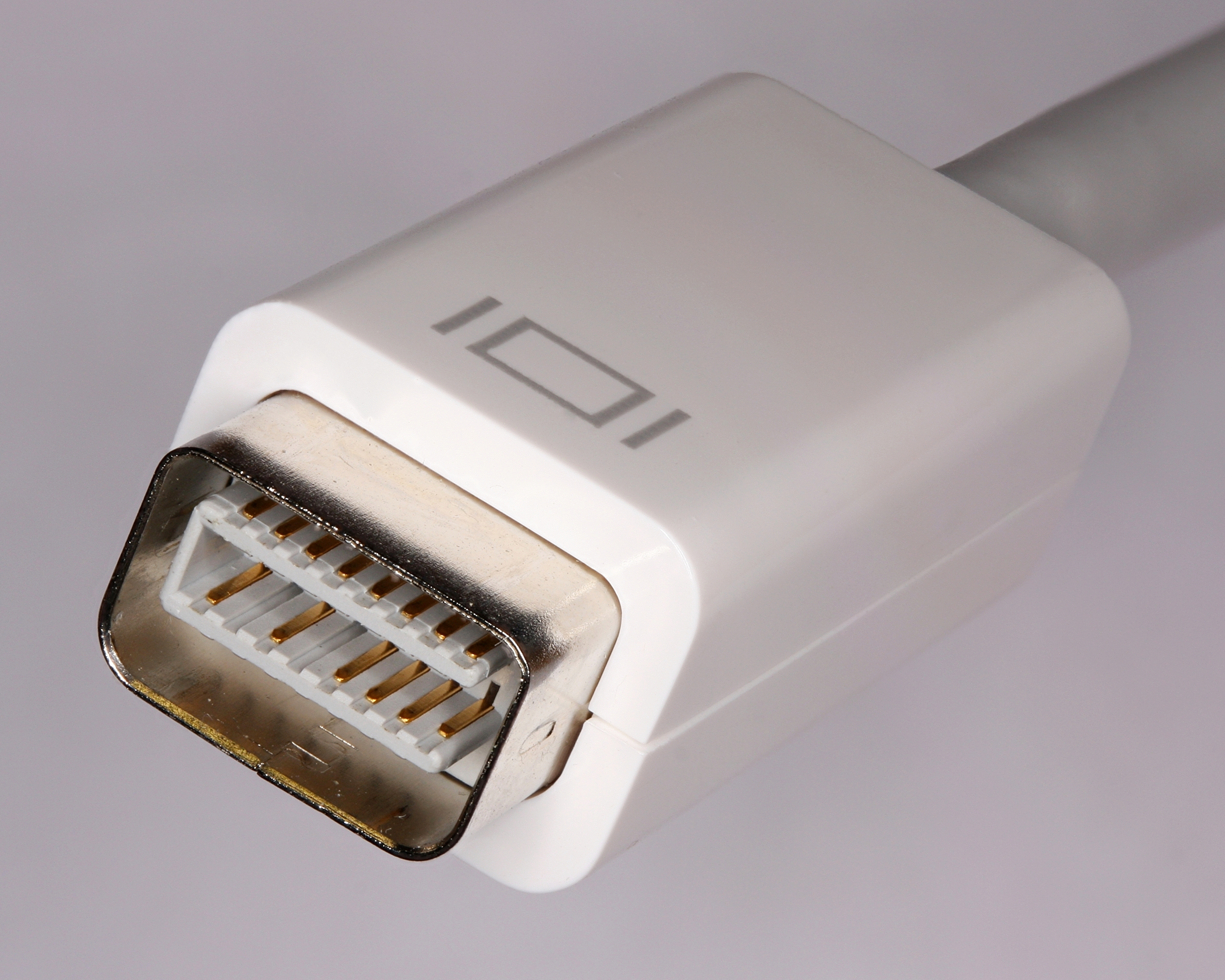
… und Stecker

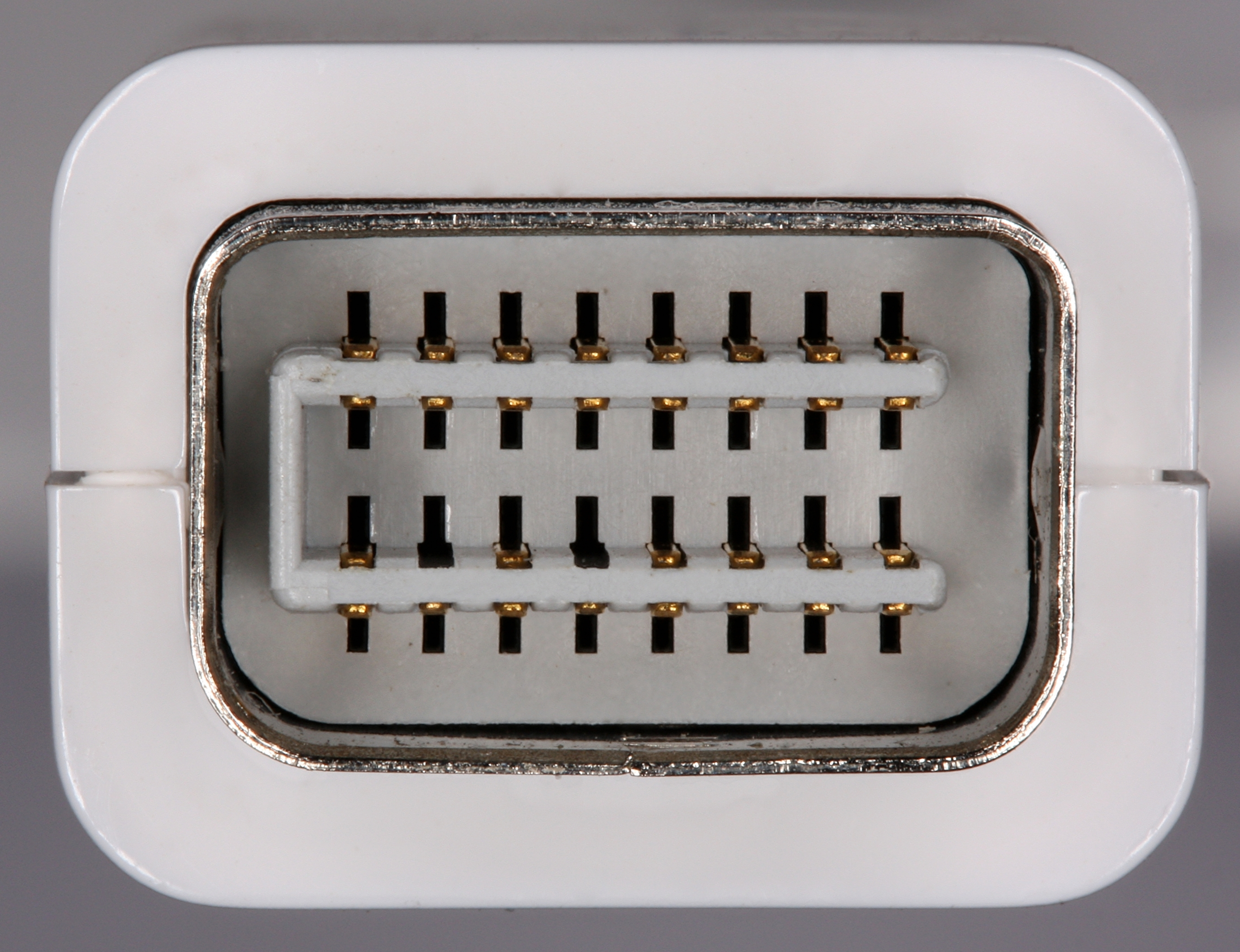
Der Stecker von vorne

Mini-DVI ist eine platzsparende Variante von Digital Visual Interface (DVI), die hauptsächlich von Apple genutzt wird. Es bildet DVI-I (Single Link) in verkleinerter Bauform ab und ist eine Alternative zu Mini-VGA. Anders als Mini-VGA unterstützt Mini-DVI neben analogen auch digitale Videosignale, vereinigt also zwei etablierte Videoschnittstellen in kleiner Bauform. Der Mini-DVI-Anschluss ist dem Mini-VGA-Anschluss ähnlich, hat aber vier statt zwei Reihen Pins.
Das Interface war in den 12" PowerBooks (G4, zweite Version), den Intel-basierten iMacs 4.1-8.1 und den MacBooks 1.1-4.1 sowie 5.2 zu finden, wobei sich der Mini-DVI-Ausgang der Macbooks von dem der Powerbooks unterscheidet.
Mit Adaptern ist es möglich, Mini-DVI für DVI-, VGA- und TV-Signale zu verwenden. Der Adapter für TV (Video und S-Video) enthält einen IC für die DDC-Leitungen. Der Adapter für DVI kann nicht zusammen mit einem DVI-auf-VGA-Adapter verwendet werden, da der Adapter nur eine DVI-D anstatt einer DVI-I Buchse besitzt.
Der 2006 spezifizierte DisplayPort bzw. der Mini DisplayPort ermöglicht unter anderem höhere Bandbreiten, Kopierschutz und einen Rückkanal. Apple setzt ihn seit Oktober 2008 ein. Sowohl Mini-DVI als auch Mini-VGA wurden mittlerweile weitgehend von Mini-Displayport abgelöst.
HDMI-Displays sind per einfachem Adapter kompatibel zu DVI-Ausgängen, die jedoch keinen HDCP-Kopierschutz unterstützen, der z. B. bei Blu-ray Discs gängig ist. Geschützte Medien können über Mini-DVI (und DVI überhaupt) nicht wiedergegeben werden, wenn die Grafikkarte dies nicht bereits unterstützt. Auch stellt DVI dann kein Tonsignal zur Verfügung.

## Spezifikationen
| Pin | Name   |  | Pin | Name              |
| --- | ------ |  | --- | ----------------- |
| 1   | Dat2_P |  | 17  | +5 V              |
| 2   | Dat2_N |  | 18  | DDC_DAT           |
| 3   | Dat1_P |  | 19  | frei              |
| 4   | Dat1_N |  | 20  | BLAU              |
| 5   | Dat0_P |  | 21  | nicht installiert |
| 6   | Dat0_N |  | 22  | GRÜN              |
| 7   | CLK_P  |  | 23  | nicht installiert |
| 8   | CLK_N  |  | 24  | ROT               |
| 9   | DGND   |  | 25  | Detect            |
| 10  | DGND   |  | 26  | DDC_CLK           |
| 11  | DGND   |  | 27  | frei              |
| 12  | DGND   |  | 28  | DGND              |
| 13  | DGND   |  | 29  | HSYNC             |
| 14  | DGND   |  | 30  | DGND              |
| 15  | DGND   |  | 31  | VSYNC             |
| 16  | DGND   |  | 32  | DGND              |

Der Adapter wird erkannt, wenn Pin 25 (Detect) mit Pin 17 (+5V) verbunden ist. Ob der Video Adapter (Cinch und S-Video) oder ein VGA-Gerät oder ein DVI-Gerät angeschlossen ist und welche Einstellungen (z. B. Auflösung) es unterstützt, erkennt der Computer, indem er die EDID über den DDC ausliest. Dabei befindet sich die EDID bei VGA- und DVI-Geräten im Gerät selbst, beim Video Adapter (Cinch und S-Video) hingegen im Adapter.